# 1881 (cigarrmärke)
1881 är ett filippinskt cigarrmärke, som har sitt namn från året då några stora spanska cigarrbolag gick ihop och skapade det bolag som idag heter La Flor de la Isabela. Cigarrerna från detta märke är från mild till medium i fyllighet. En handrullad cigarr från detta märke är Torpedo (Pi.).